# Powiat Liberec
Powiat Liberec (czes. Okres Liberec) – powiat w Czechach, w kraju libereckim. Jego siedziba znajduje się w mieście Liberec. Powierzchnia powiatu wynosi 924,7 km², zamieszkuje go 158 526 osób (gęstość zaludnienia wynosi 171,56 mieszkańców na 1 km²). Powiat ten liczy 59 miejscowości, w tym 11 miast.
Od 1 stycznia 2003 powiaty nie są już jednostką podziału administracyjnego Czech. Podział na powiaty zachowały jednak sądy, policja i niektóre inne urzędy państwowe. Został on również zachowany dla celów statystycznych.

## Struktura powierzchni
Według danych z 31 grudnia 2003 powiat ma obszar 924,7 km², w tym:
- użytki rolne - 47,97%, w tym 51,16% gruntów ornych
- inne - 52,03%, w tym 80,72% lasów
- liczba gospodarstw rolnych: 723

## Miasta powiatu Liberec
- Český Dub
- Frýdlant
- Hejnice
- Hodkovice nad Mohelkou
- Hrádek nad Nisou
- Chrastava
- Jablonné v Podještědí
- Liberec
- Nové Město pod Smrkem
- Osečná
- Raspenava

## Niektóre inne miejscowości
- Habartice
- Kryštofovo Údolí
- Kunratice
- Višňová

## Demografia
Dane z 31 grudnia 2003:
| Opis        | Ogółem  | Kobiety       | Mężczyźni     |
| ----------- | ------- | ------------- | ------------- |
| populacja   | 158 526 | 81 745 51,57% | 76 781 48,43% |
| średni wiek | 38,5    | 40,83         | 37,69         |

- gęstość zaludnienia: 171,56 mieszk./km²
- 84,19% ludności powiatu mieszka w miastach.

## Zatrudnienie
| Mieszkańcy ze stałym zatrudnieniem | 39 307       |
| Średnia pensja miesięczna          | 15 721 koron |
| Bezrobotni                         | 8 504        |
| Stopa bezrobocia                   | 10,46%       |

## Szkolnictwo
W powiecie Liberec działają:
| Rodzaj szkoły                   | Liczba szkół |
| ------------------------------- | ------------ |
| Przedszkola                     | 75           |
| Szkoły podstawowe               | 63           |
| Gimnazja                        | 5            |
| Szkoły średnie techniczne       | 16           |
| Szkoły średnie ogólnokształcące | 8            |
| Szkoły wyższe                   | 4            |

## Służba zdrowia
| Lekarze                               | 588 |
| Szpitale                              | 2   |
| Specjalistyczne ośrodki terapeutyczne | 1   |
| Gabinety dentystyczne                 | 81  |
| Apteki                                | 38  |